# Курганово (Свердловская область)
Курганово — село в Полевском муниципальном округе Свердловской области России. Ранее было центром Кургановского сельсовета города Полевского. Расположено на берегу Верхнемакаровского водохранилища на реке Чусовой.
Основано в XVIII веке у брода через Чусовую на дороге из Северского завода в Екатеринбург. В 1803 — 1804 годах в окрестностях села были найдены золотоносные жилы. Однако после нескольких лет интенсивной разработки здешние месторождения истощились. Бывшие старатели занялись сельским хозяйством.
Близ села Курганова проходит географическая граница между Европой и Азией. На границе двух частей света установлен монумент.
На берегу водохранилища располагается база отдыха «Трубник», принадлежащая Северскому трубному заводу.

## История
Сохранившиеся к настоящему времени официальные сведения об истории села Курганова весьма кратки. На помощь пришли сами первопоселенцы. Сохранилась перепись населения Тобольского уезда за 1695 год, где приведены сведения по различным деревням и слободам, включая Арамильскую. В этой переписи на картах Арамильской слободы было обнаружено существование среди прочих деревень следующего поселения: «Деревня, заведённая на реке Чусовой, зовётся Чусовская…».
При переписи населения 1695 года жители деревни Чусовской сообщили о себе следующее: «Я, Кондрашка Алексеев Куликов, родом из Соликамского уезда, в Арамильскую слободу пришёл в 1680 году. Поселил меня здесь слободский приказчик Полозов»…
Вот когда возникло поселение. Всего через пять лет после основания самой Арамили. Расселением вновь прибывающих в слободу крестьян занимался слободской приказчик, представитель власти Сибирского (Тобольского) Приказа. Направлял он их в уже созданные поселения или заставлял строить новые на необжитых землях. Через два года после основания Чусовской приказчик поселил в ней ещё одну семью — семью Горшкова. В 1691 году здесь поселились ещё две семьи.
Всего за Чусовской было закреплено земли (всех угодий) 200 десятин. Крестьяне занимались хлебопашеством и скотоводством. Население росло, но жизнь не была спокойной.
«В нынешнем 1709 году, августа в 7-й день, вооружённые люди …человек десятка три и больше, набежали на Чусовскую деревню, деревню громили и людей били до смерти и в полон брали… Дворы сожгли. Весь скот и коней угнали без остатку…», — гласит одна из старинных записей.
На этом в 1709 году закончилось существование деревни Чусовской. Свидетелями происшедшего остались обугленные остатки дворов, стены разрушенных печей и курганы — могилы деревенского кладбища.
Всего 29 лет прожила деревня Чусовская. Вновь возникнув через 11 лет, в 1720 году, деревня получила новое название Курган от тех курганов, которые остались после трагических событий (нападения башкир).
Первопоселенцы деревни Курган назвали год образования деревни и её заселения, рассказав об этом во время переписи 1732 года, а затем и переписи 1736 года: «Пришлых людей, которые в переписи 1719 года ещё не были записаны и которые были поселены в поселённых Чусовских деревнях».
Первым поселился в Кургановой деревне в 1720 году Фока Горбунов родом из Архангелогородской губернии, государев крестьянин.
Фока Горбунов построил первый дом, основав в 1720 году Курган. Поселился он на этом месте не по своей воле, а по воле Уктусского горного начальства, которое обязывало всех вновь прибывающих в район Уктуса и Арамильской слободы крестьян заселять в места, идущие с юга к Уктусскому заводу. Причём заселять они должны были те места возле Чусовой, где имелись броды через реку, удобные для переезда и перехода. Около устья речки Курган и был такой брод, называвшийся Чусовской брод.
К концу 1727 года в деревне Кургановой поселилось уже 12 семей. В большинстве они были из Поморья, из Архангелогородской губернии.
Курганова (так называлась деревня) была создана как опорный пункт на дороге, ведущей к Уктусскому заводу, для принятия первого удара и оказания сопротивления в случае нападения неприятеля с юга. Но уже через год после создания, в 1721 году, на карте, посвящённой последствиям очередного нападения соседей, было написано: «Деревня Курган разорена». На этом её злоключения могли бы и не закончиться, если бы не были построены в 1723 году крепости Екатеринбургская, Горный Щит, Кособродская, Полевская. С постройкой крепостей кургановцы стали жить спокойней.
- Никольская церковь
- Улица Ленина
- База отдыха «Трубник»
- Вид с высоты
- Вид с высоты
- Чусовая перед впадением в Верхнемакаровское водохранилище
- Верхнемакаровское водохранилище